# Bathycolpodes marginata
Bathycolpodes marginata är en fjärilsart som beskrevs av W. Warren 1897. Bathycolpodes marginata ingår i släktet Bathycolpodes och familjen mätare. Inga underarter finns listade i Catalogue of Life.